# Brigitte Leal
Pour les articles homonymes, voir Leal.
 (septembre 2024).
Brigitte Leal est une conservatrice de musée française née en juillet 1955[Où ?]. Spécialiste du cubisme, elle a été commissaire de plusieurs expositions, par exemple Le Cubisme au Centre national d'art et de culture Georges-Pompidou en 2018-2019. Elle est en outre l'auteur de plusieurs livres d'art.